# 武汉市人民代表大会
武汉市人民代表大会（简称武汉市人大）是中华人民共和国湖北省武汉市地方国家权力机关，也是武汉市最高立法机关。市人大代表每届任期为5年。在武汉市人民代表大会闭会期间，由武汉市人民代表大会常务委员会代为行使其大部分职权。

## 历史沿革
1949年9月5日至9日，在汉口华商街61号召开武汉市各界人民代表会议。会议推选产生由25人组成的主席团，负责主持会议的各项工作。同时推选成立提案审查委员会、财政经济研究委员会、劳资关系研究委员会、市政建设研究委员会。1949年11月28日至12月6日，召开武汉市第一届各界人民代表会议第二次会议，选举产生武汉市各界人民代表会议协商委员会，为武汉市各界人民代表会议闭会期间的常设机关。:43
1951年6月23日至30日，召开武汉市第二届各界人民代表会议第一次会议。经中南军政委员会批准，武汉市各界人民代表会议从该次会议开始代行武汉市人民代表大会职权：依法选举正、副市长及市人民委员会委员，组织市人民政府委员会；决定武汉市的施政方针和政策；通过市人民政府预决算。:45
1953年底至1954年初，武汉市进行基层普选，选举产生出席武汉市第一届人民代表大会代表。1954年8月20日，召开武汉市第一届人民代表大会第一次会议。
1966年文化大革命开始后，武汉市人民代表大会工作陷入停顿状态。期间，市人民代表大会会议无法召开，普选不能按时举行。1968年1月，成立武汉市革命委员会，取代武汉市人民代表大会的职权。
1978年底，成立武汉市选举委员会。1979年初进行基层普选，选举产生出席武汉市第六届人民代表大会代表。1979年12月10日至16日，召开武汉市第六届人民代表大会第一次会议。会议决定设立武汉市人民代表大会常务委员会，撤销武汉市革命委员会，成立武汉市人民政府。:61
2002年9月29日，“武汉人大”网站正式开通运行。
2017年1月4日，“武汉人大”微信公众号正式开通上线。

## 主要职责
1. 听取和审查武汉市人民代表大会常务委员会、市人民政府、市中级人民法院、市人民检察院的工作报告；
2. 审查和批准武汉市国民经济和社会发展计划、预算及其执行情况的报告；
3. 选举武汉市人民代表大会常务委员会组成人员，选举市长、副市长，选举市中级人民法院院长和市人民检察院检察长，选举省人民代表大会代表。[5]

## 组织机构
武汉市人民代表大会的组织系统由主席团、各专门委员会和常务委员会组成。主席团执行主席主持市人大会议和主席团会议。

### 主席团
根据《中华人民共和国地方各级人民代表大会和地方各级人民政府组织法》第十三条规定：县级以上的地方各级人民代表大会每次会议举行预备会议，选举本次会议的主席团和秘书长，通过本次会议的议程和其他准备事项的决定。

### 专门委员会
专门委员会受武汉市人民代表大会领导；在大会闭会期间，受武汉市人民代表大会常务委员会领导。专门委员会实行民主集中制的原则，集体讨论和决定重大问题。专门委员会会议每两个月至少举行一次，必要时可以临时召集。专门委员会会议必须有全体组成人员的过半数出席才能举行。
各专门委员会的主任委员、副主任委员和委员的人选，由主席团在代表中提名，大会通过。在大会闭会期间，常务委员会可以任免专门委员会的个别副主任委员和部分委员，由主任会议提名，常务委员会会议通过。
武汉市第十四届人民代表大会设有以下专门委员会：
| 武汉市第十四届人民代表大会专门委员会 | 武汉市第十四届人民代表大会专门委员会 |
| 专门委员会名称                       | 主任委员                             |
| ------------------------------------ | ------------------------------------ |
| 法制委员会                           | 孙天文                               |
| 监察和司法委员会                     | 方道茂                               |
| 财政经济委员会                       | 金伟成                               |
| 教育科学文化卫生委员会               | 安卫东                               |
| 城乡建设与环境保护委员会             |                                      |
| 农村委员会                           | 程耀明                               |
| 民族宗教侨务外事委员会               | 李璞                                 |
| 人事任免委员会                       |                                      |
| 社会建设委员会                       | 陈汉桥                               |

### 常务委员会
武汉市人民代表大会常务委员会是武汉市人民代表大会的常设机关，对武汉市人民代表大会负责并报告工作，每两个月至少召开一次会议。

### 代表团
武汉市人民代表大会代表按照选举单位组成代表团。各代表团分别推选代表团团长、副团长。武汉市下辖各区县都设立有代表团，另有解放军、武警驻汉部队代表团。
武汉市第十四届人民代表大会共有14个代表团：
- 江岸代表团
- 江汉代表团
- 硚口代表团
- 汉阳代表团
- 武昌代表团
- 青山代表团
- 洪山代表团
- 蔡甸代表团
- 江夏代表团
- 东西湖代表团
- 汉南代表团
- 黄陂代表团
- 新洲代表团
- 驻汉部队代表团